# Campeonato Mundial Feminino de Xadrez

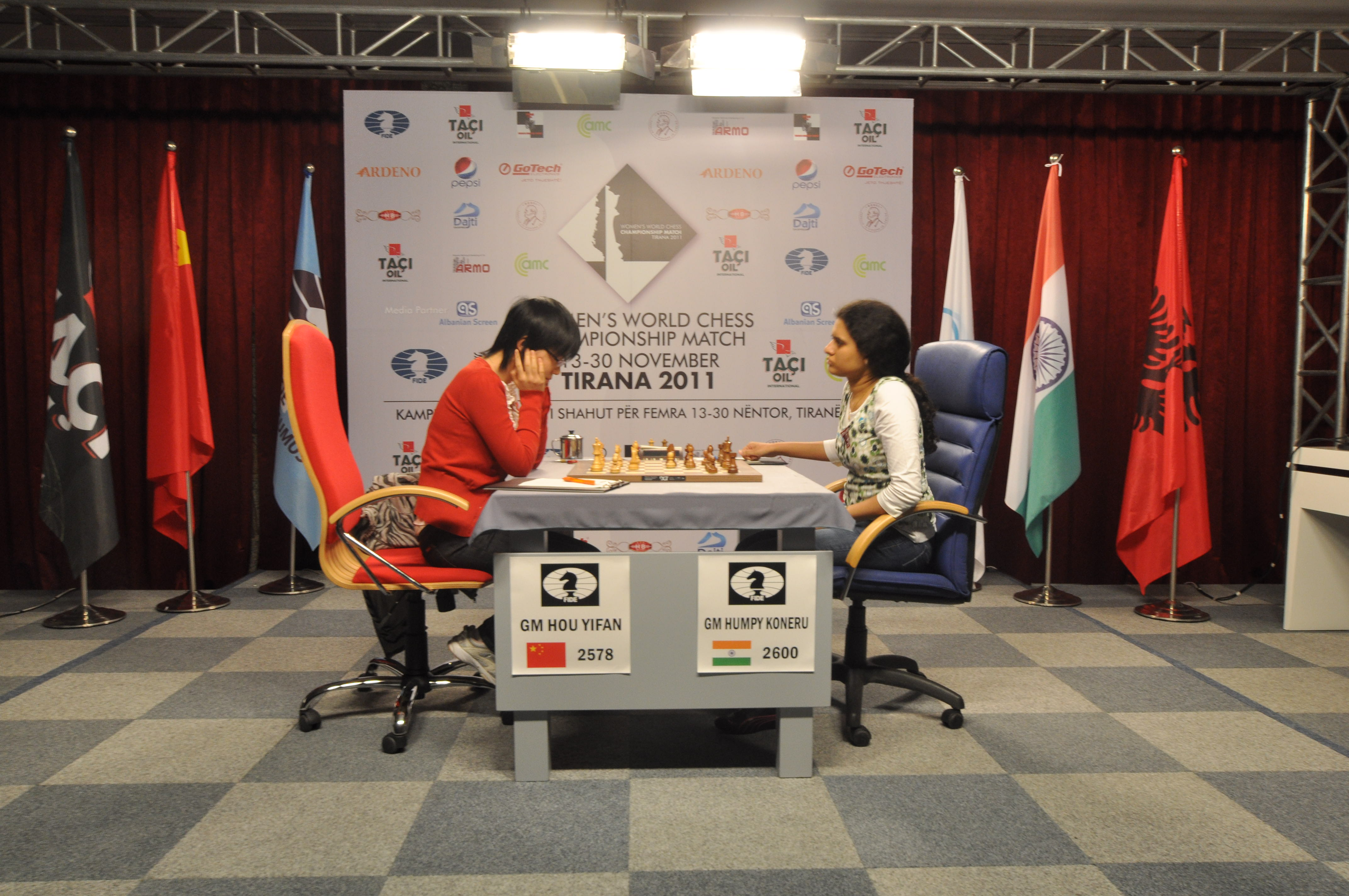
Hou Yifan - Humpy Koneru, Tirana 2011

O  Campeonato Mundial Feminino de Xadrez é uma competição organizada pela FIDE para determinar a Campeã Mundial de Xadrez.
Ao contrário de outros esportes, as mulheres podem competir contra os homens no xadrez, e algumas delas não competem pelo título feminino.  Notavelmente, a melhor enxadrista mulher, Judit Polgar, nunca competiu pelo título feminino.

## Campeãs Mundiais
| Nome                | Período   | País                          |
| ------------------- | --------- | ----------------------------- |
| Vera Menchik        | 1927–1944 | Tchecoslováquia / Reino Unido |
| Lyudmila Rudenko    | 1950–1953 | União Soviética / Ucrânia     |
| Elisabeth Bykova    | 1953–1956 | União Soviética / Rússia      |
| Olga Rubtsova       | 1956–1958 | União Soviética / Rússia      |
| Elisabeth Bykova    | 1958–1962 | União Soviética / Rússia      |
| Nona Gaprindashvili | 1962–1978 | União Soviética / Geórgia     |
| Maia Chiburdanidze  | 1978–1991 | União Soviética / Geórgia     |
| Xie Jun             | 1991–1996 | China                         |
| Susan Polgar        | 1996–1999 | Hungria / Estados Unidos      |
| Xie Jun             | 1999–2001 | China                         |
| Zhu Chen            | 2001–2004 | China                         |
| Antoaneta Stefanova | 2004–2006 | Bulgária                      |
| Xu Yuhua            | 2006–2008 | China                         |
| Alexandra Kosteniuk | 2008–2010 | Rússia                        |
| Hou Yifan           | 2010–2012 | China                         |
| Anna Ushenina       | 2012–2013 | Ucrânia                       |
| Hou Yifan           | 2013–2015 | China                         |
| Mariya Muzychuk     | 2015–2016 | Ucrânia                       |
| Hou Yifan           | 2016–2017 | China                         |
| Tan Zhongyi         | 2017–2018 | China                         |
| Ju Wenjun           | 2018–     | China                         |

## Início
O Campeonato Mundial Feminino foi estabelecido pela FIDE em 1927 como um torneio único que acontecia durante a Olimpíada de Xadrez. A vencedora deste torneio, Vera Menchik, não tinha nenhum privilégio especial como a competição absoluto tinha - em vez disso ela precisava defender seu título disputando tantos jogos quanto as suas desafiantes. Ela defendeu seu título com sucesso seis vezes durante sua vida: 1930, 1931, 1933, 1935, 1937 e 1939.

## Período pós-Segunda Guerra
Menchik morreu, ainda campeã, em 1944 durante um dos últimos ataques aéreos alemães sobre Londres.  O torneio seguinte em 1949/1950 foi novamente no sistema round-robin e foi vencido por Lyudmila Rudenko. Depois disso, um sistema semelhante ao campeonato absoluto foi estabelecido, com um ciclo de candidatos (mais tarde Interzonais) para escolher uma desafiante ao título.
O primeiro Torneio de Candidatos feminino ocorreu em Moscou, 1952. Elisabeth Bykova venceu a competição e derrotou Rudenko com sete vitórias, cinco derrotas e dois empates, tornando-se assim a terceira campeã mundial. O Torneios dos Candidatos seguinte foi vencido por Olga Rubtsova, entretanto a FIDE decidiu que o título deveria ser disputado entre as três melhores enxadristas do mundo. Rubtsova venceu em Moscou em 1956, meio ponto a frente de Bykova, que terminou 5 pontos a frente de Rudenko. Bykova recuperou o título novamente em 1958 e o defendeu contra Kira Zvorykina, que havia vencido o Torneio dos Candidatos.

## Domínio das Georgianas
O quarto ciclo de candidatos ocorreu em 1961 na cidade Vrnjacka Banja, Sérvia (antiga Jugoslávia), e foi dominado por Nona Gaprindashvili da Geórgia, que o venceu com 10 vitórias, seis empates e nenhuma derrota. Ela então derrotou a até então campeã Bykova com sete vitórias, quatro empates e nenhuma derrota em Moscou, 1962. Gaprindashvili defendeu seu título contra Alla Kushnir da Rússia em Riga 1965 e Tbilisi/Moscou 1969. Em 1972, a FIDE introduziu o sistema de Torneios Interzonais, semelhante ao campeonato absoluto. Kushnir venceu novamente, apenas para ser novamente derrotada por Gaprindashvili em Riga, 1972. Gaprindashvili defendeu o título pela última vez contra Nana Alexandria da Geórgia em Bichvinta/Tbilisi 1975.
No ciclo de Candidatos de 1976-1978, Maia Chiburdanidze da Geórgia, de apenas 17 anos, surpreendeu o mundo do xadrez ao derrotar Nana Alexandria, Elena Akhmilovskaya, e Alla Kushnir encarando Gaprindashvili nas finais de 1978 em Tbilisi. Chiburdanidze derrotou então Gaprindashvili na grande final tornando-se a sexta campeã mundial, marcando o término do domínio de uma georgiana e começando o de outra. Chiburdanidze defendeu seu título contra Nana Alexandria em Borjomi/Tbilisi em 1981 e Irina Levitina em Volgogrado em 1984. Após este torneio a FIDE reintroduziu o sistema Torneio de Candidatos. Akhmilovskaya venceu o torneio, mas foi novamente derrotada por Chiburdanidze em Sófia, 1986. Chiburdanidze defendeu seu título pela última vez com sucesso em Tel Aviv- 1988, contra Nana Ioseliani.

## A Ascensão das Chinesas e das Húngaras
O domínio de Chiburdanidze terminou em Manila-1991, onde a jovem estrela chinesa Xie Jun a derrotou, depois de ter terminado em segundo no Interzonal (atrás da ainda ativa Gaprindashvili), empatando com Alisa Maric no torneio de Candidatos e vencendo Maric no match de desempate.
Foi durante esta época que as três irmãs Polgar Susan (também conhecida como Zsuzsa), Sofia (Zsófia), e Judit emergiram no xadrez como as enxadristas dominantes. A família delas decidiu que Judit, a mais forte das três, deveria se concentrar em disputar o campeonato absoluto, enquanto que Susan e Sofia disputariam o feminino.
Susan Polgar venceu o Torneio de Candidatos de 1992 em Shanghai. Na final do Torneio houve um match de 8 partidas entre as melhores colocadas – que terminou empatado entre Polgar e Ioseliani, mesmo após duas partidas  tiebreaks. Foi realizado então um sorteio que Ioseliani venceu, para decidir quem disputaria o mundial. Ela foi então massacrada na por Xie Jun na disputa do título em Monaco-1993.
O ciclo seguinte foi dominado por Polgar.  Ela empatou com Chiburdanidze no Torneio de Candidatos, a derrotou facilmente no match decisivo, e então derrotou Xie Jun em Jaén-1996 pelo mundial.
Em 1997, Alisa Galliamova e Xie Jun terminaram em primeiro e segundo o ciclo seguinte, mas Galliamova se recusou a jogar o match final inteiramente na China, então a FIDE declarou Sie Jun como vencedora e a desafiante ao título.
Entretanto, devido a toda esta demora, Polgar havia dado à luz a seu primeiro filho, e solicitou que a FIDE adiasse a disputa do Mundial. A FIDE se recusou e organizou a disputa do Mundial entre Galliamova e Xie Jun.  O campeonato então ocorreu em Kazan, no Tartaristão e em Shenyang na China, e Xie Jun venceu com cinco vitórias, três derrotas e sete empates

## Atualidade
Em 2000 o evento final foi disputado no formato do campeonato absoluto da FIDE (na época havia uma divisão no mundo do xadrez provocada por Garry Kasparov que havia fundado uma entidade rival à FIDE, a PCA). Em 2001 um evento similar determinou a campeã: Zhu Chen. O campeonato seguinte, desta vez ocorrendo separadamente do absoluto, ocorreu em Elista, capital da República da Calmúquia (cujo presidente é Kirsan Ilyumzhinov, o presidente da FIDE),uma das repúblicas da Rússia. A vencedora foi a búlgara Antoaneta Stefanova. Da mesma maneira que Polgar, sete anos antes, Zhu Chen não participou do torneio por estar grávida. Em 2006 o título retornou para a China, com uma nova campeã, Xu Yuhua, que curiosamente estava grávida durante o campeonato.
Em 2015, Mariya Muzychuk se tornou a campeã mundial ao derrotar Natalia Pogonina no Campeonato Mundial Feminino de Xadrez de 2015.